# Raw Tracks
 Raw Tracks  es un EP de la banda estadounidense de heavy metal Mötley Crüe, lanzado en 1988. El EP contiene 6 canciones lanzadas en álbumes anteriores de la banda, pero algunas de estas aparecen en vivo o en versiones remix.

## Lista de canciones
1. "Live Wire" [Original Leathür Mix] (Sixx) – 3:18
2. "Piece of Your Action" [Original Leathür Mix] (Neil, Sixx) – 4:42
3. "Too Young to Fall in Love" [Remix] (Sixx) – 3:39
4. "Knock 'Em Dead, Kid" (Neil, Sixx) – 3:44
5. "Home Sweet Home" [Remix] (Neil, Lee, Sixx) – 3:54
6. "Smokin' in the Boys Room" [Live] (Koda, Lutz) – 4:19

- Datos: Q7296898